# Ian Bargh
Ian Bargh (8 de enero de 1935 - 2 de enero de 2012) fue un pianista y compositor de jazz canadiense nacido en el Reino Unido.

## Primeros años
Nacido en Prestwick, Escocia, Bargh se estableció a los 17 años como un pianista de música clásica que tocaba con bandas de jazz en el Reino Unido. Emigró a Toronto en 1957 y continuó su carrera musical que abarcó seis décadas.

## Carrera
Bargh rápidamente se estableció como un pianista acompañante para músicos destacados en Toronto, tocando en tales establecimientos legendarios como en George's Spaghetti House. A través de 1960 y 1970, algunos de los grandes artistas con los que tocó fue con Buddy Tate, Buck Clayton, Bobby Hackett, Vic Dickenson, Eddie "Cleanhead" Vinson, Ernestine Anderson, Harry "Sweets" Edison, Edmund Hall, Doc Cheatham, y Tyree Glenn.
Durante 1980, hizo giras en festivales de jazz en el mundo en un grupo llamado Galloway.

## Grabaciones
Bargh actuó como acompañante de muchas grabaciones en Toronto, muchos de ellos en el sello Sackville Records, que también lanzó su álbum solista, Only Trust Your Heart, que recibió una crítica entusiasta por Dave Nathan, de Allmusic.

## Discografía
- Only Trust Your Heart (Sackville, 2000)

### As sideman
- At the Bern Jazz Festival – Doc Cheatham (Sackville, 1994)
- Echoes of Swing – Jim Galloway (Cornerstone, 2003)
- Diano Who? - Diana Drew (Jocosity Inc., 2003)